# Daryl Janmaat
Daryl Janmaat (n. 22 iulie 1989, Leidschendam⁠(d), Olanda de Sud, Țările de Jos) este un fotbalist profesionist danez care joacă pentru Watford și echipa națională de fotbal a Țărilor de Jos pe postul de fundaș dreapta.

## Meciuri la națională
| Țările de Jos | Țările de Jos | Țările de Jos |
| An            | Meciuri       | Goluri        |
| ------------- | ------------- | ------------- |
| 2012          | 3             | 0             |
| 2013          | 10            | 0             |
| 2014          | 10            | 0             |
| Total         | 23            | 0             |

## Legături externe
Materiale media legate de Daryl Janmaat la Wikimedia Commons
- Statistici la Voetbal International Arhivat în 4 septembrie 2015, la Wayback Machine. nl
- nl Daryl Janmaat — profil și statistici la Wereld van Oranje
- Daryl Janmaat pe site-ul National-Football-Teams.com
- Daryl Janmaat pe site-ul FIFA (arhivat)